# Pat McClung
Patrick McClung (geb. vor 1979) ist ein Spezialeffektkünstler.

## Leben
McClung begann seine Karriere Ende der 1970er Jahre und hatte sein Spielfilmdebüt als bei Apogee, Inc. angestellter Tricktechniker bei Robert Wises Science-Fiction-Film Star Trek: Der Film. Im darauf folgenden Jahr war arbeitete er an den Spezialeffekten von Irvin Kershners Das Imperium schlägt zurück. Er wechselte in dieser Zeit häufig den Arbeitgeber, so war er unter anderem bei der Entertainment Effects Group, Richard Edlunds Boss Film Corporation und Digital Domain tätig.
1995 war er gemeinsam mit John Bruno, Jacques Stroweis und Thomas L. Fisher für James Camerons Actionfilm True Lies – Wahre Lügen für den  Oscar in der Kategorie Beste visuelle Effekte nominiert, die Auszeichnung ging in diesem Jahr jedoch an Robert Zemeckis Forrest Gump. Auch bei den BAFTA Film Awards war True Lies – Wahre Lügen in der Kategorie Beste visuelle Effekte Forrest Gump unterlegen. 1999 war er für Michael Bays Actionfilm Armageddon – Das jüngste Gericht gemeinsam mit Richard R. Hoover und John Frazier erneut für den Oscar nominiert, in diesem Jahr ging die Auszeichnung jedoch an Vincent Wards Hinter dem Horizont.

## Filmografie (Auswahl)
- 1979: Star Trek: Der Film (Star Trek: The Motion Picture)
- 1980: Das Imperium schlägt zurück (The Empire Strikes Back)
- 1984: 2010: Das Jahr, in dem wir Kontakt aufnehmen (2010: The Year We Make Contact)
- 1984: Ghostbusters – Die Geisterjäger (Ghostbusters)
- 1986: Aliens – Die Rückkehr (Aliens)
- 1988: Stirb langsam (Die Hard)
- 1989: Abyss – Abgrund des Todes (The Abyss)
- 1994: True Lies – Wahre Lügen (True Lies)
- 1995: Apollo 13
- 1998: Armageddon – Das jüngste Gericht (Armageddon)
- 2004: The Day After Tomorrow
- 2006: X-Men: Der letzte Widerstand (X-Men: The Last Stand)
- 2009: X-Men Origins: Wolverine
- 2010: Knight and Day

## Auszeichnungen (Auswahl)
- 1995: Oscar-Nominierung in der Kategorie Beste visuelle Effekte für True Lies
- 1995: BAFTA-Film-Award-Nominierung in der Kategorie Beste visuelle Effekte für True Lies
- 1999: Oscar-Nominierung in der Kategorie Beste visuelle Effekte für Armageddon